# Gallicolumba
Gallicolumba – rodzaj ptaków z podrodziny treronów (Raphinae) w rodzinie gołębiowatych (Columbidae).

## Zasięg występowania
Rodzaj obejmuje gatunki występujące na wyspach Azji Południowo-Wschodniej oraz na Nowej Gwinei.

## Morfologia
Długość ciała 22–35 cm; masa ciała 121–204 g.

## Systematyka

### Etymologia
- Gallicolumba: zbitka wyrazowa nazw rodzajów: Gallus Brisson, 1760 (kur) oraz Columba Linnaeus, 1758 (gołąb)[8].
- Plegoenas: gr. φλοξ phlox, φλογος phlogos „płomień”; οινας oinas, οιναδος oinados „gołąb”[9]. Gatunek typowy: Columba luzonica Scopoli, 1786.
- Pampusanna: epitet gatunkowy Columba pampusan Quoy & Gaimard, 1824[a][10]; być może eponim Marie Delphine Pampusy, żony francuskiego kupca Jeana Adolphe’a Pampusy[11]. Gatunek typowy: Pampusanna criniger Pucheran, 1853.
- Diopezus: gr. διος dios „znakomity, dostojny”; πεζος pezos „pieszo”[12]. Gatunek typowy: Columba tristigmata Bonaparte, 1855.

### Podział systematyczny
Do rodzaju należą następujące gatunki:
- Gallicolumba luzonica – wyspiarek zbroczony
- Gallicolumba crinigera – wyspiarek płowobrzuchy
- Gallicolumba platenae – wyspiarek szarosterny
- Gallicolumba keayi – wyspiarek brązowoskrzydły
- Gallicolumba menagei – wyspiarek złotoplamy
- Gallicolumba tristigmata – wyspiarek złotoczelny
- Gallicolumba rufigula – wyspiarek złotopierśny